# Semsstraatkerk
De Semsstraatkerk is een neoclassicistisch vormgegeven zaalkerk. De kerk werd in 1830 gebouwd ten behoeve van de hervormde gemeente in de Groningse plaats Stadskanaal.

## Geschiedenis
Vanaf 1787 werd begonnen met de grootschalige ontginning van het veengebied in het zuidoosten van de provincie Groningen. Tijdens de aanleg van het Stadskanaal vestigden zich veel nieuwe bewoners in deze veenkolonie. In 1821 schonk de stad Groningen een stuk grond voor de bouw van een eerste hervormde kerk in het nieuw ontgonnen gebied. In 1829 werd koninklijke goedkeuring verkregen voor de bouw van de kerk, tevens schonk Willem I een bedrag van ƒ 4.000 als bijdrage in de stichtingskosten. In 1830 kwam de kerk gereed. Op 31 oktober van dat jaar werd de kerk ingewijd door de consulent ds. A. Oomkens met een preek over Psalm 122:1.
De kerk werd gebouwd op een vierkante plattegrond en bood plaats aan 500 tot 600 kerkgangers. De toren van de kerk werd pas veel later, omstreeks 1850, tegen de westgevel van de kerk gebouwd. Het uurwerk werd in 1866 geschonken door de stad Groningen. De twee gebrandschilderde ramen in de kerk dateren uit 1930 en zijn een herinnering aan het honderdjarig bestaan van het gebouw.

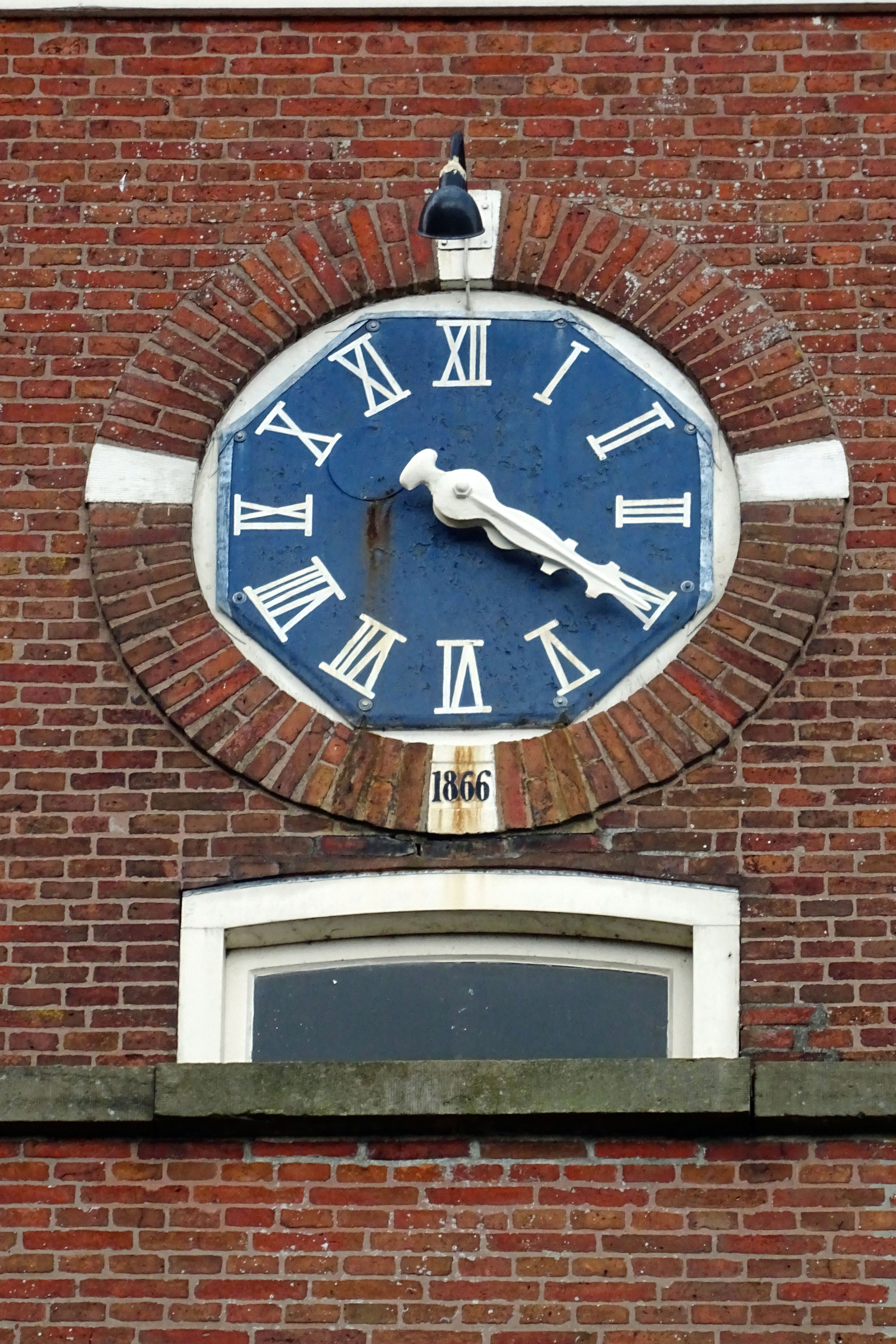
Uurwerk met het jaartal 1866
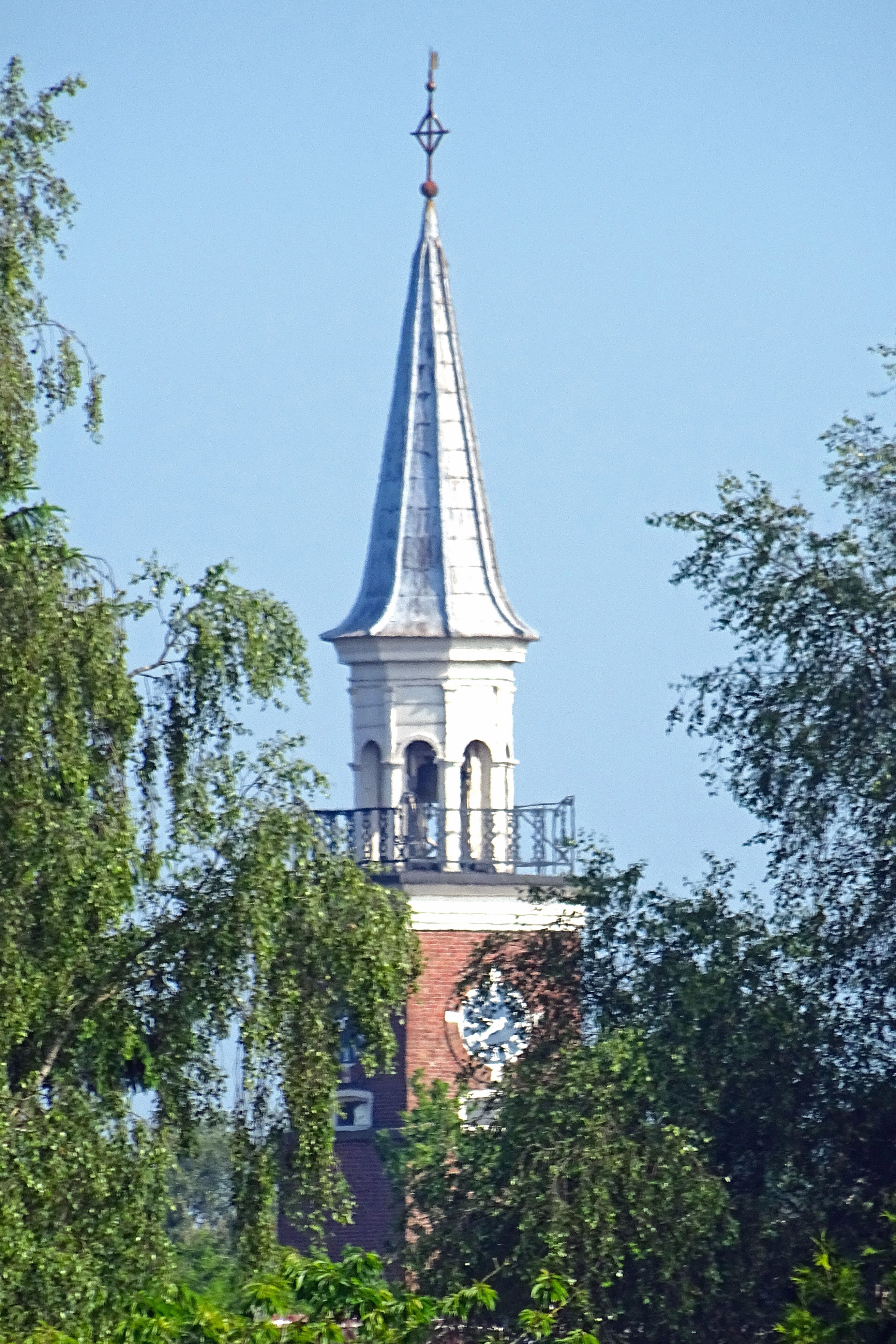
De toren van de Semsstraatkerk gezien vanuit het zuiden vanaf het talud van de vroegere spoorlijn Stadskanaal-Gasselte